# Demonaz
Demonaz,  ou Demonaz Doom Occulta (nascido Harald Nævdal em Bergen, 6 de julho de 1970), é um músico e compositor norueguês, mais conhecido por ser guitarrista da banda de black metal norueguesa Immortal. Foi o co-fundador da banda ao lado de Abbath Doom Occulta e gravou todos os álbuns até 1997, quando teve que interromper a carreira por uma doença, impedindo-o de poder tocar na velocidade requerida pelo estilo da banda. Ainda assim ele permaneceu criando as letras da banda. Em 2011 lançou um álbum solo, em que compõe e canta as músicas. Nos anos 2010 conseguiu superar seu problema físico e voltou a tocar guitarra. Após Abbath deixar o Immortal em 2015, Demonaz voltou oficialmente à esta banda no posto de vocalista e guitarrista. 

## Discografia

### Com o Immortal
como músico e compositor
- Diabolical Fullmoon Mysticism  (1992)
- Pure Holocaust  (1993)
- Battles in the North  (1995)
- Blizzard Beasts  (1997)
- Northern Chaos Gods  (2018)
- War Against All (2023)

como compositor
- At the Heart of Winter  (1999)
- Damned in Black  (2000)
- Sons of Northern Darkness  (2002)
- All Shall Fall  (2009)

### Solo
- March of the Norse – 2011[1]